# بئرالشمس (شبام)
'

تعديل مصدري - تعديل

بئرالشمس هي إحدى قرى عزلة شبام بمديرية شبام التابعة لمحافظة حضرموت، بلغ تعداد سكانها 49 نسمة حسب تعداد اليمن لعام 2004.